# Antoine Coëffier de Ruzé

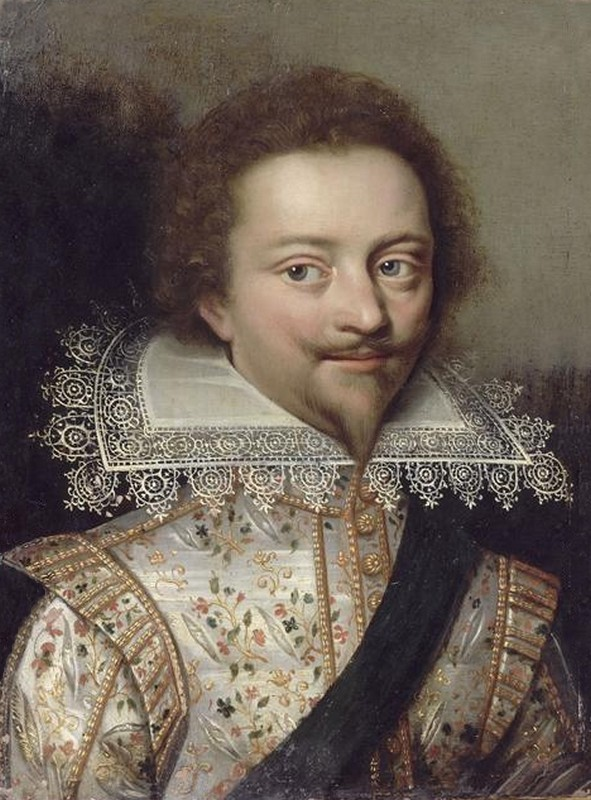
Antoine Coëffier de Ruzé d’Effiat, Anonym, 17. Jahrhundert

Antoine Coëffier de Ruzé, Marquis d’Effiat (* 1582 in Effiat; † 27. Juli 1632 in Lützelstein), war ein französischer Aristokrat, Militär und Politiker. Er war Surintendant des Finances, Großmeister der Artillerie von Frankreich und Marschall von Frankreich.

## Leben
Antoine Coëffier ist der Sohn von Gilbert Coëffier, Seigneur d’Effiat, königlicher Lieutenant in der Basse Auvergne, und Charlotte Gaultier. Seine Großeltern väterlicherseits waren Gilbert Coëffier d’Effiat, Seigneur d’Effiat, de La Bussière et de Chazelles, Trésorier de France und Général des Finances, und Bonne Ruzé. Er war somit der Großneffe von Martin Ruzé de Beaulieu (um 1526–1613), dem Grand Maistre, Superintendant et Général réformateur sur le fait des mines et minières du Royaume de France. Martin Ruzé starb ohne Nachkommen und hinterließ sein Vermögen Antoine Coëffier unter der Bedingung, dass dieser Namen und Wappen seines Großonkels annehme. Darüber hinaus gelang es ihm, seine Ämter auf Antoine zu übertragen.
1616 war er Premier Écuyer Ludwigs XIII. Er trat 1624 gleichzeitig mit Kardinal Richelieu in den Staatsrat (Conseil d’État) ein, der ihn noch im selben Jahr als Außerordentlichen Gesandten nach England schickte, um die Ehe von Henrietta Maria von Frankreich, der Schwester des Königs, mit dem Prince of Wales und späteren englischen König Karl I. zu verhandeln. Dank der Unterstützung durch den Kardinal wurde er am 9. Juni 1626 Surintendant des Finances.
1626 erließ er ein Edikt über Eisenminen, um die Wiedereröffnung von stillgelegten Minen durch eine Vereinfachung des Verwaltungsaufwands für die Bauern zu erreichen. 1629 ließ er – nachdem er vom Wasserbauingenieur Hugues Cosnier kontaktiert worden war – die Arbeiten am Canal de Briare („Canal de Loyre en Seyne“), einem der Kanäle mit dem die Schifffahrt von der Seine zur Saône und damit zwischen Ärmelkanal und Mittelmeer ermöglicht werden sollte, wiederaufnehmen, die 1610 nach dem Mord an König Heinrich IV. unterbrochen worden waren; durch seinen Tod erlebte er die Fertigstellung 1642 nicht mehr. Kardinal Richelieu, war dann der erste berühmte Passagier auf diesem Kanal, als er krank von der Belagerung von Perpignan (1642) zurückkehrte – nachdem er in Lyon die Verschwörer François Auguste de Thou und Cinq Mars, den Sohn Antoine Coëffiers hatte hinrichten lassen.
Auf militärischer Seite zeichnete er sich bei der Belagerung von La Rochelle (1627–1628) aus, bei der er eine entscheidende Rolle spielte. 1629 wurde Antoine Coëffier zum Großmeister der Artillerie von Frankreich ernannt. Während des Italienfeldzug von 1630 wurde als Lieutenant-général zur Armee geschickt, mit der er an den Schlachten von Schlacht von Avigliana und Schlacht von Carignan teilnahm. Im Januar 1631 wurde er zum Marschall von Frankreich ernannt. 1632 war er Kommandant der Armee, die ausgesandt worden war, um für Philipp Christoph von Sötern, den Erzbischof von Trier, dessen Residenz zurückzuerobern. Auf diesem Feldzug starb er in Lützelstein im Elsass an einem entzündlichen Fieber.
Er hinterließ die 1622 gedruckten Mémoires sur les guerres et les affaires du temps, das erweiterte Schloss Effiat, das neu gebaute Dort Effiat, dem er ein Hospiz und ein Collège der Congregatio Oratorii Iesu et Mariae gestiftet hatte. Seine Erben waren sein ältester Sohn Martin Ruzé als Marquis d’Effiat, sowie sein ein Jahr vor seinem Tod geborener Enkel Armand-Charles de La Porte, 1664 Duc de La Meilleraye, der 1661 Hortense Mancini heiratete, eine der Nichten des Kardinals Mazarin, dem die Titel eines Marquis de Longjumeau et, de Chilly, Baron de Massy, zufielen; diese Titel werden heute von dessen Nachkommen, den Fürsten von Monaco geführt.

## Ehe und Familie
Der Marquis d’Effiat hatte Marie deFourcy geheiratet. Ihre Kinder sind:
- Martin Ruzé (* 1612, † 1645), Marquis d’Effiat, königlicher Lieutenant in der Auvergne; ⚭ 1637 Elisabeth/Isabelle d’Escoubleau, Tochter von Charles d’Escoubleau, Marquis d’Alluye (Perche-Gouët);
- Marie Ruzé (* 1614, † 1633), ⚭ (1) Gaspard d’Alègre, Sieur de Beauvoir; ⚭ (2) Charles de La Porte, später Duc de la Meilleraye und Pair de France, Marschall und Großmeister der Artillerie von Frankreich
- Charlotte Marie de Ruzé (* 1615, † 1692), Nonne, Gründerin eines Klosters der 1641 gegründeten Kongregation Filles de la Croix (de Paris) in der Pariser Faubourg Saint-Antoine
- Henri Coiffier de Ruzé d’Effiat (* 1620, † 1642), Marquis de Cinq-Mars, in Lyon am 22. September 1642 enthauptet
- Jean Coëffier genannt Jean Ruzé d’Effiat (* 1622, † 1698), Benediktiner, 1641–1643 Abt von Mont-Saint-Michel.